# Francis Sullivan
Francis Sullivan (7 de julho de 1917) é um jogador de hóquei no gelo aposentado do Canadá. Ele ganhou uma medalha de ouro nos Jogos Olímpicos de Inverno de 1952.